# Edificio de la Intendencia Metropolitana de Santiago
El edificio de la Intendencia Metropolitana es desde 2023 la sede de la Gobernación Regional Metropolitana; anteriormente, entre 1976 y 2021, era la sede de la Intendencia de la Región Metropolitana de Santiago, y entre 2021 y 2023, también fue la sede de la Delegación Presidencial de la Región Metropolitana. Está ubicado en pleno centro cívico de la ciudad de Santiago, en calle Morandé 93 –esquina de las calles Morandé con Moneda–, a un costado del Palacio de La Moneda. Fue construido en 1916 para albergar a El Diario Ilustrado, periódico que lo ocupó hasta 1928, cuando fue adquirido por el Fisco de Chile para instalar allí a la Intendencia de Santiago.

## Historia

### Orígenes
Los orígenes de esta emblemática esquina se remontan a 1722, cuando el capitán de la marina real francesa, Juan Francisco Briand, señor de la Morandais –apellido que luego se castellanizó, convirtiéndose en Morandé, actual nombre de la calle–, junto a su señora Juana Caxyal y Solar, se instalan en un solar ubicado en calle Francisco de Riberos (actual calle Moneda).
Unos dos siglos más tarde, luego de varios propietarios, Joaquín Echenique Gandarillas, Alberto y Nicolás González Errázuriz —dueños de El Diario Ilustrado, periódico fundado en 1902– adquieren en 1908 la propiedad para construir allí la sede del periódico. Cuentan los cronistas que la idea de elegir tan estratégica ubicación fue para estar monitoreando de cerca la labor del gobierno, el parlamento, la justicia y el comercio, todos con sedes a pocos pasos del futuro edificio de Morandé con Moneda.
Su construcción se inicia en 1914 y es inaugurado en 1916. El diseño arquitectónico estuvo a cargo de Manuel Cifuentes Gómez, y participan también el ingeniero Auclair y el constructor Félix Margoz. Albergó al Diario Ilustrado hasta 1928, cuando el presidente de la República, Carlos Ibáñez del Campo, lo adquiere al nombre del Fisco para ubicar allí a la Intendencia.

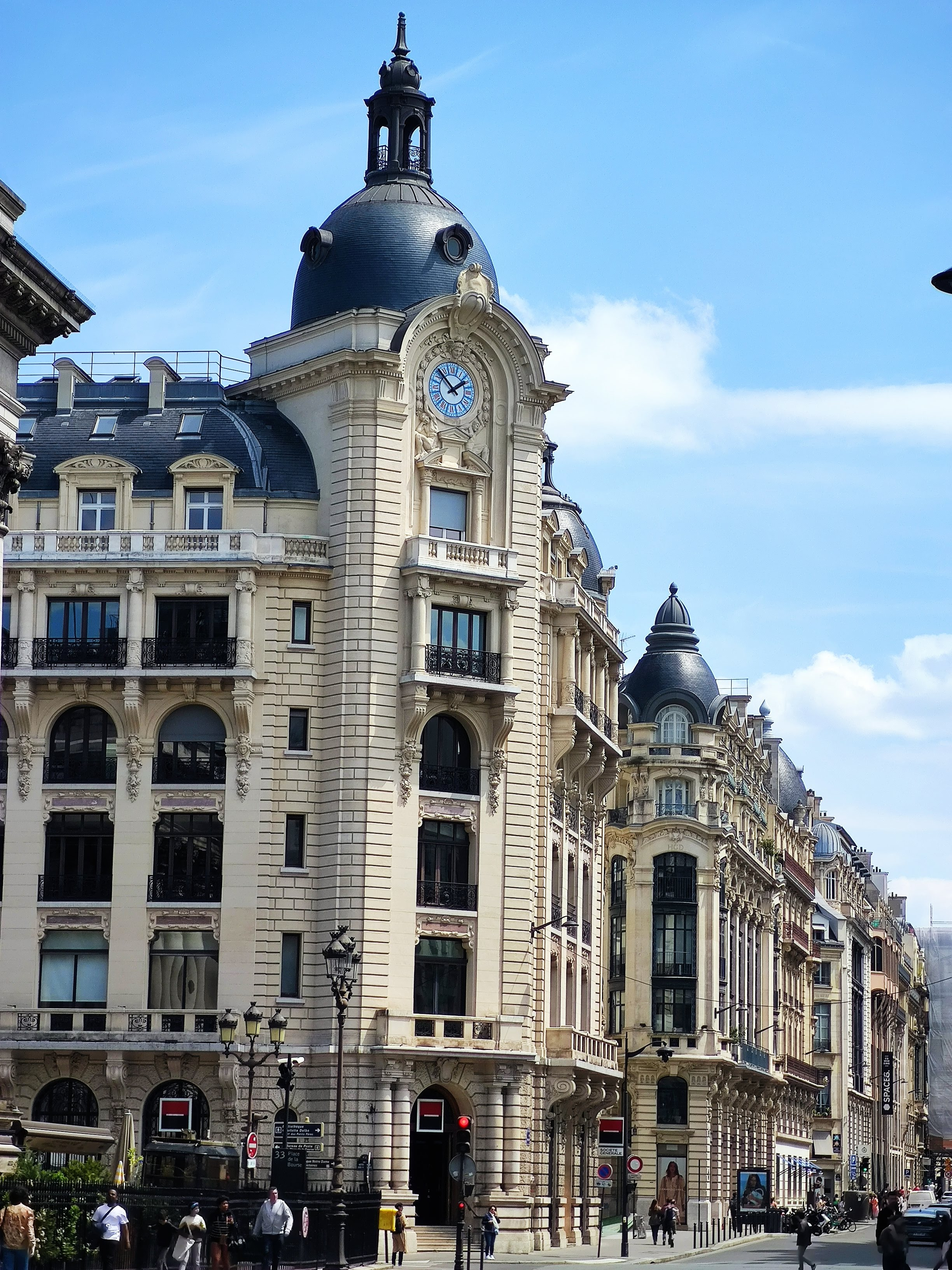
Gemelo de la Intendencia de Santiago en París en Francia

El diseño del edificio está inspirado en un edificio de París, ubicado en 134 Rue Réaumur, al costado de la Bolsa de París y de la estación Bourse del metro; aquel edificio fue diseñado por Jacques Hermant en 1901.

### Monumento Nacional y cambios de administración
El 30 de diciembre de 1976 fue declarado Monumento Histórico mediante el Decreto Nº 1290.
El 14 de julio de 2023 el edificio fue entregado oficialmente a la Gobernación Regional Metropolitana, que desde su creación en 2021 se ubicaba en una oficina en la calle Bandera. La Delegación Presidencial Regional, que ocupaba el edificio hasta ese entonces, se trasladó a Teatinos 220.

## Arquitectura
Con un doble frontis, por calles Morandé y Moneda, su vértice está coronado por un reloj de origen alemán y cuyas campanas fueron elaboradas a principios del 1900 en la Fundición Las Rosas. Sus escaleras de mármol permiten subir a los cuatro pisos de su construcción, que incluyen pilares, terminaciones en yeso, madera, fierro y bronce, y dependencias como su oficina principal, que ocupa el Intendente de Santiago, un salón de reuniones y una biblioteca.
Asimismo, su cielo está adornado con una enorme cúpula que alberga magníficos vitrales diseñados por el pintor Pedro Subercaseaux, los cuales representan ocho diversas temáticas del acontecer nacional de ese entonces y que siguen vigentes hoy: La Patria, La Armada de Chile, La Minería, La Educación, La Oración, Las Ciencias, Las Comunicaciones y La Cosecha.

## Placa Memorial del GAP

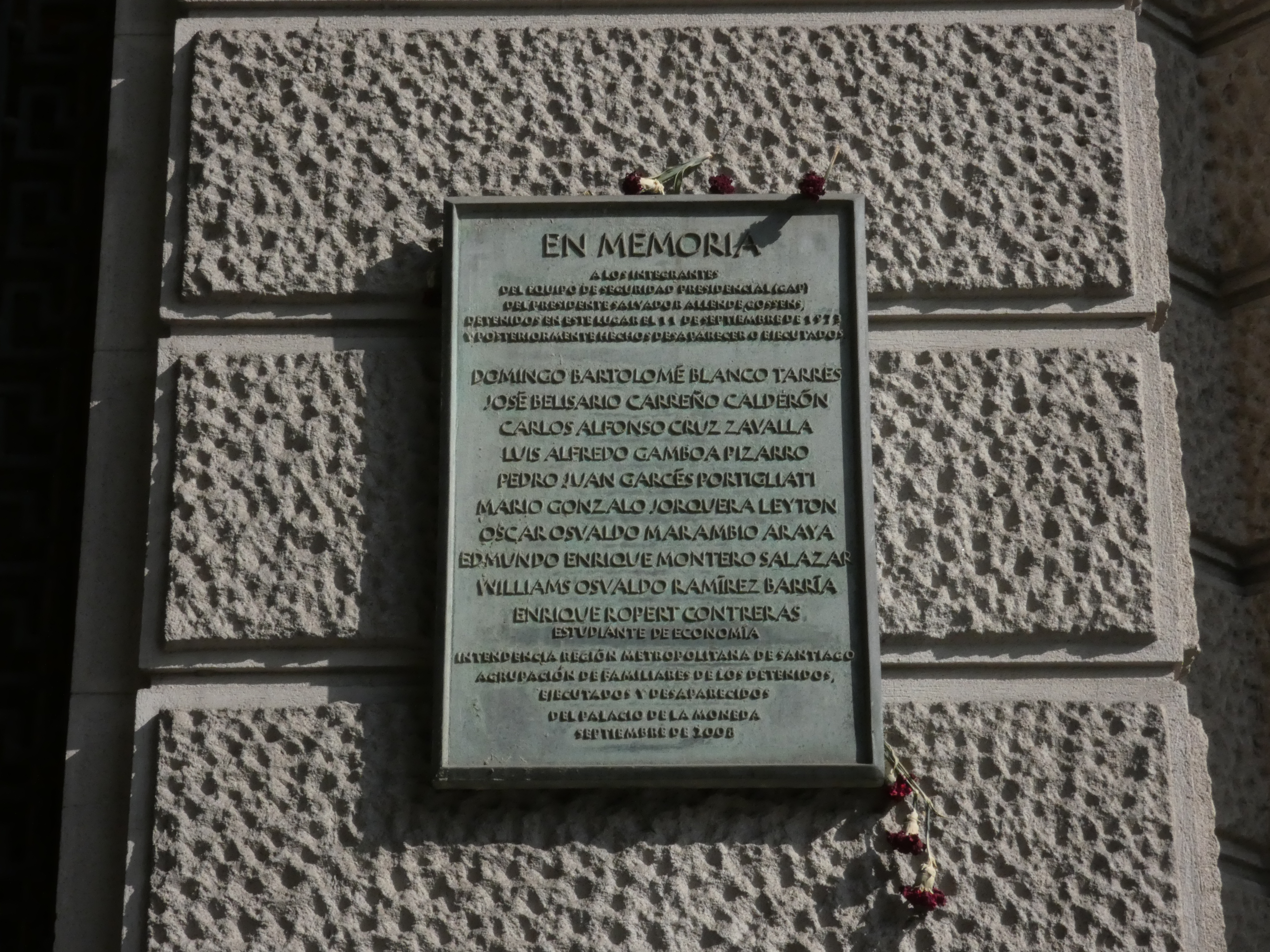
Placa Memorial GAP en la Intendencia de Santiago

Para el golpe de Estado en Chile de 1973, hubo enfrentamientos entre fuerzas militares y los integrantes del equipo de seguridad presidencial (GAP) del Presidente Salvador Allende que se encontraban en La Moneda. Miembros de la seguridad personal del mandatario fueron detenidos en el Edificio de la Intendencia y fueron hechos desaparecer o ejecutados tras el golpe de Estado.
El 11 de septiembre de 2008 se instala una placa memorial que recuerda a los integrantes del GAP.